# Spawn (serial animowany)
Spawn (ang.: Todd McFarlane's Spawn) – amerykański serial dla dorosłych opowiadający o losach postaci komiksowej z wydawnictwa Image Comics stworzonej przez Todda McFarlane’a - Spawnie. Serial odziedziczył po komiksie swój mroczny klimat, brutalne sceny, wulgarne słownictwo i sceny erotyczne. Serial miał swoją światową premierę 16 maja 1997 roku.

## Dane
Tytuł oryginalny: Todd McFarlane's Spawn
- Kraj produkcji: Stany Zjednoczone
- Gatunek: animacja, akcja, fantasy
- Data premiery: 16 maja 1997 (świat)
- Pierwsza emisja: 1997-1999
- Reżyseria: Eric Radomski, Thomas A. Nelson, Frank Paur, Mike Vosburg, Jennifer Yuh, John Hays, Brad Rader*
- Scenariusz: Todd McFarlane, Rebekah Bradford, John Leekley, Gerard Brown
- Muzyka: J. Peter Robinson, Shirley Walker
- Główne role: Keith David, Richard A. Dysart, Michael Nicolosi, John Rafter Lee
- Liczba odcinków: 18 (3 sezony)
- Czas trwania odcinka: 30 minut
- Producent:  Randall White, Catherine Winder
- Producent wykonawczy: Todd McFarlane
- Montaż: Paul D. Calder, Lynn Hobson, Scott Jeffress, Eric Mahady
- Dźwięk: Deb Adair, Craiq Berkey, Mike Draqhi, Sean Garnhart, James Twomey

Stacja telewizyjna : HBO
W oryginalnej wersji językowej głosu użyczyli :
- Keith David: Al Simmons/Spawn
- Michael Nicolosi: Clown
- Richard A. Dysart: Cogliostro
- Dominique Jenninqs: Wanda Blake
- Victor Love: Terry Fitzgerald, Bobby
- Kath Soucie: Cyan
- James Keane: tony Twist, Sam Burke
- Mike McShane: Twitch, Gareb
- John Rafter Lee: Jason Wynn
- Denise Poirierr: Merrick
- Robert Costanzo: Overkill
- Ronny Cox: Senator Scott McMillian, Billy Kincaid
- Victor Brandt: Chief Banks
- Ming-Na: Lisa Wu/Jade
- Ruben Santiago-Hudson: Jess Chapel

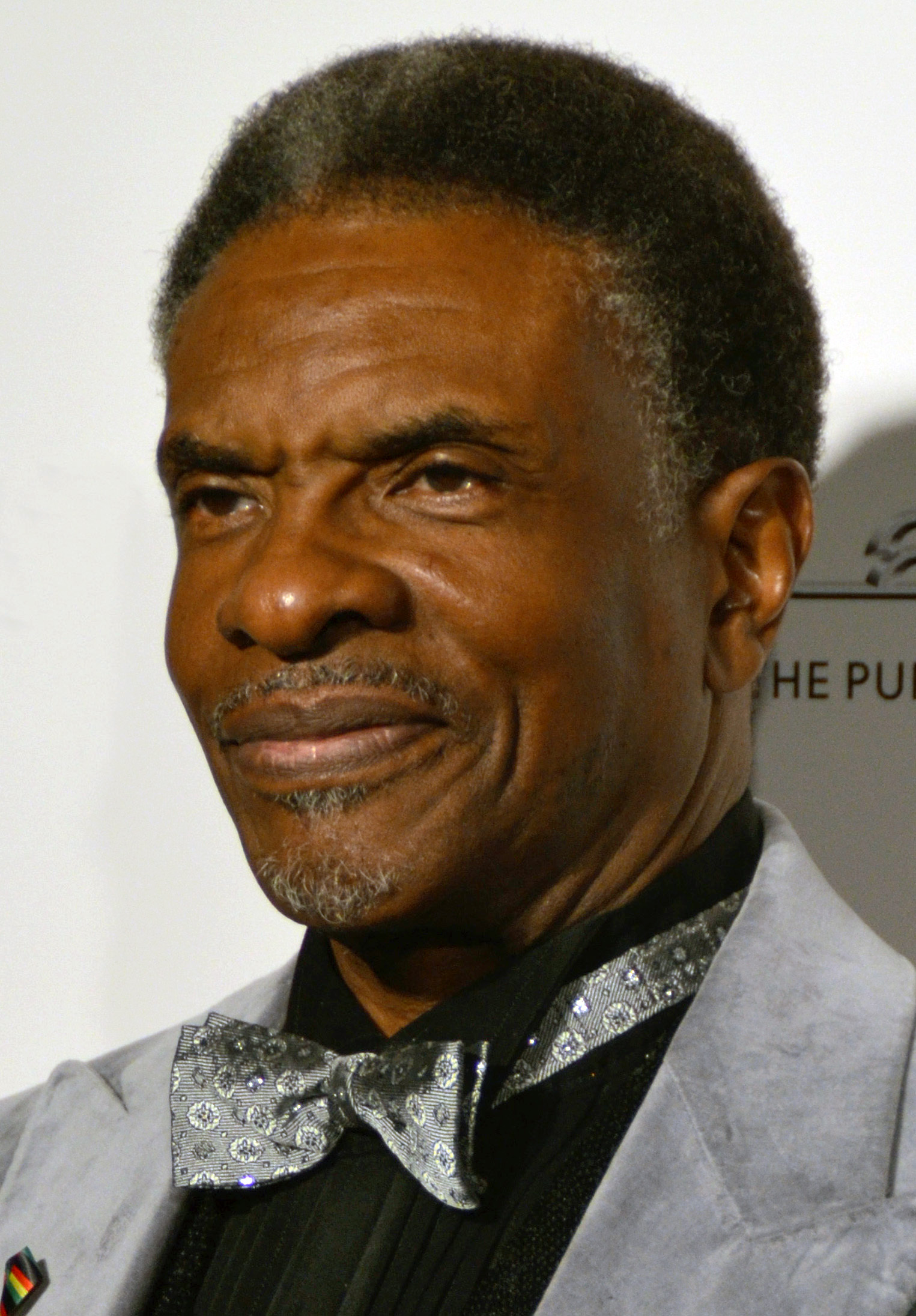
Keith David, aktor użyczający głosu tytułowemu bohaterowi

## Fabuła
Pełne pięć lat temu zawodowy żołnierz, Al Simmons został spalony żywcem. Sprawcy nigdy nie odnaleziono. Po pięciu latach spędzonych w piekle Al powraca do świata żywych jako Spawn - demon mający ohydną, oszpeconą twarz, ale też diabelską moc. W nowym wcieleniu Al niebawem się dowiaduje, że w ciągu tych lat jego najlepszy przyjaciel, Terry Fitzgerald ożenił się z jego żoną, Wandą Blake, z którą ma córkę, Cyan. Niebawem dowiaduje się również, iż po swojej śmierci zawarł w piekle pakt z diabłem o imieniu Malebolgia, dzięki któremu stał się Spawnem. Na rozkaz Malebolgii Al ma zostać dowódcą jego piekielnej armii, która ma zaatakować świat ludzi. Lecz Al nie akceptuje rozkazów diabła i postanawia uchronić swoje rodzinne miasto i swoją rodzinę przed różnymi niebezpieczeństwami, zabić swojego mordercę oraz odzyskać swoje człowieczeństwo.

## Spis odcinków
- Sezon 1

1. Piekielne wizje (ang. Burning visions)
2. Złe zamiary (ang. Evil intent)
3. Bez chwili wytchnienia (ang. No rest no peace)
4. Domino (ang. Dominoes)
5. Dusze na krawędzi (ang. Souls in the balance)
6. Ostateczna rozgrywka (ang. End games)
- Sezon 2

7. Nie ma jak w piekle (ang. Home bitter home)
8. Brak dostępu (ang. Access denied)
9. Kolory krwi (ang. Colors of blood)
10. Poślij kkklałnów (ang. Send in the kkklowns)
11. Utracone szanse (ang. Deadth blow)
12. Hellzapoppin (ang. Hellzapoppin)
- Sezon 3

13. Zabójca umysłów (ang. The Mindkiller)
14. Spotkanie Twitcha ze śmiercią (ang. Twitch is down)
15. Ziarno zasiane (ang. Seed of the hellspawn)
16. Księżyc łowcy (ang. Hunter's moon)
17. W pogoni za wężem (ang. Chasing the serpent)
18. Przepowiednia (ang. Prophecy)

## Ciekawostki
1. Na początku każdego odcinka pojawia się twórca Spawna - Todd McFarlane.
2. Od drugiego sezonu intro serialu się zmienia.
3. W serialu Malebolgia się nie pojawia. Jest o nim jedynie mowa w kilku odcinkach.

## Premiera naDVD
Od 15 lutego 2008 roku serial jest sprzedawany w Polsce na DVD. Pakiet zawiera 4 płyty : płyta 1 - sezon 1, płyta 2 - sezon 2, płyta 3 - sezon 3 i płyta 4 - materiały dodatkowe.